# Centrul Universitar Nord din Baia Mare

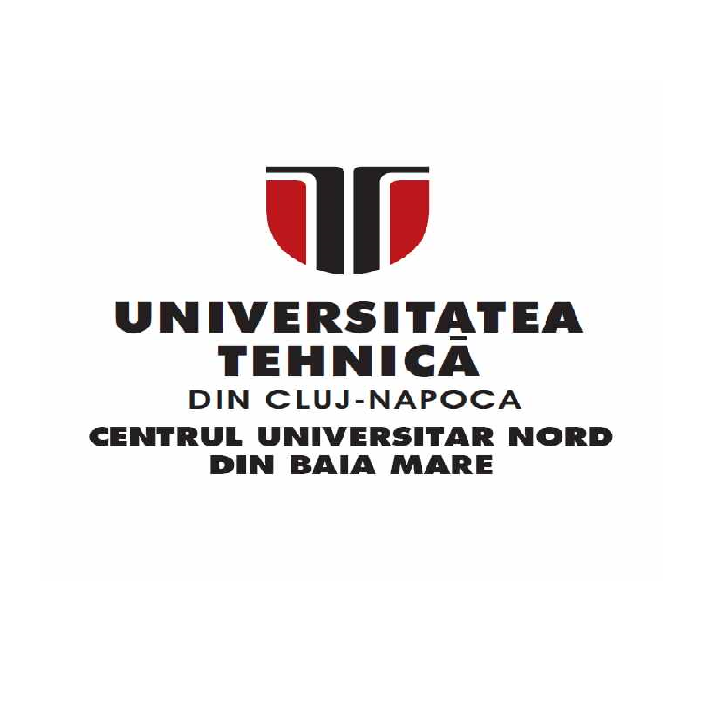

Die Centrul Universitar Nord din Baia Mare (rumänisch Universitatea Tehnică din Cluj-Napoca - Centrul Universitar Nord din Baia Mare; kurz UCTN) war eine staatliche Universität mit rund 5.000 Studenten in der Stadt Baia Mare in der rumänischen Kreises Maramureș.
Die Hochschule wurde 1974 gegründet. 1991 folgte die Ernennung zur Universität von Baia Mare, 1996 folgte die Umfirmierung zur Universität des Nordens. Von seiner Gründung an war es eine unabhängige Universität bis 2011, als der akademische Senat die Zugehörigkeit zur Technischen Universität Cluj-Napoca akzeptierte. Der Fusionsprozess endete mit den akademischen Wahlen 2012.